# Bobo-Dioulasso
Bobo-Dioulasso Burkina Faso második legnagyobb városa, Hauts-Bassins régió és Houët tartomány székhelye.